# Liste der Baudenkmale in Rossin
In der Liste der Baudenkmale in Rossin sind alle denkmalgeschützten Bauten der Gemeinde Rossin (Mecklenburg-Vorpommern) und ihrer Ortsteile aufgelistet. Grundlage ist die Veröffentlichung der Denkmalliste des Landkreises Ostvorpommern mit dem Stand vom 30. Dezember 1996.

## Baudenkmale nach Ortsteilen

### Rossin
| ID | Lage       | Bezeichnung                                                            | Beschreibung | Bild   |
| -- | ---------- | ---------------------------------------------------------------------- | --- | ------ |
|    | Dorfstraße | Pflasterung                                                            | |        |
|    |            | ehem. Spritzenhaus                                                     | |        |
|    | (Karte)    | Friedhof, Umfassungsmauer mit Toranlage, hist. Grabzeichen und -gitter | |        |
|    | (Karte)    | Gutsanlage: Gutshaus, drei Stallspeicher, Scheune, Reste eines Parks   | Klassizistischer, unsanierter, 2-gesch., 10-achs. Putzbau von um 1880 mit Mezzaningeschoss; ein Stall aus Feld- und Backstein; 3-gesch. Stallspeicher                                           |        |
|    | (Karte)    | Kirche                                                                 | Feldsteinkirche als Saalkirche vom 15. Jh.; Holzturmaufsatz (15. Jh.) mit achteck. Spitzhelm; Sanierung 1678; Kanzelaltar von 1771, Kirchengestühl vom 18. Jh., Orgel von 1863, Glocke von 1504 | Kirche |
|    | Nr. 26     | Gehöft, Durchfahrtsscheune                                             | |        |
|    |            | Wasserwerk                                                             | |        |

## Quelle
- Bericht über die Erstellung der Denkmallisten sowie über die Verwaltungspraxis bei der Benachrichtigung der Eigentümer und Gemeinden sowie über die Handhabung von Änderungswünschen (Stand: Juni 1997; PDF, 934 kB)